# Fritz Busch
Fritz Busch (ur. 13 marca 1890 w Siegen, zm. 14 września 1951 w Londynie) – niemiecki dyrygent.
Współzałożyciel oraz pierwszy dyrektor muzyczny festiwalu w Glyndebourne; jeden z najwybitniejszych niemieckich dyrygentów pierwszej połowy XX wieku.

## Życiorys
W roku 1923 Busch został dyrektorem drezdeńskiej Opery Państwowej. W roku 1933 zarzucono mu  przestawanie z Żydami oraz preferowanie śpiewaków żydowskich i zagranicznych, co spowodowało wyjazd z Niemiec. Na emigracji przebywał w Zurychu, USA, Londynie i wreszcie w Argentynie, której obywatelstwo otrzymał w 1936 roku.
W okresie drezdeńskim Busch prowadził, jako szef opery, prawykonania dzieł Richarda Straussa, w roku 1924 dyrygował w Bayreuth, jednak to Glyndebourne było miejscem, które przyniosło mu największą sławę. Kronika opery nazywa go wprost „muzycznym mózgiem” tego przedsięwzięcia. Stworzył tam również, z Johnem Christie i Carlem Ebertem, specyficzny styl mozartowski. Dyrygent utrzymywał kontakty z orkiestrami w Ameryce Południowej, DR Symfoniorkestret w Kopenhadze czy nowojorską MET. Do Niemiec z emigracji wrócił pod koniec swojego życia.